# Glossanodon polli
Glossanodon polli is een straalvinnige vissensoort uit de familie van de zilversmelten (Argentinidae). De wetenschappelijke naam van de soort is voor het eerst geldig gepubliceerd in 1958 door Cohen.